# Valentina Zenere
Valentina Zenere (ur. 15 stycznia 1997 w Buenos Aires) – argentyńska aktorka, modelka i piosenkarka. Znana z roli Ámbar w serialu Soy Luna.

## Życiorys
Urodziła się 15 stycznia 1997 w Buenos Aires, w Argentynie. Zadebiutowała w telewizji w 2010 roku w serialu Casi ángeles, a w kolejnym roku zagrała w Los únicos. W latach 2013–2014 grała w Aliados, a od 2016 roku do 2018 wcielała się w Ámbar w serialu Soy Luna, co przyniosło jej sławę i dzięki tej roli zdobyła kilka nagród  Kids Choice Awards dla najlepszego czarnego charakteru. Ponadto pojawiła się w produkcjach Juacas i Telefonistki. W 2021 roku ogłoszono, że zagra w 5 sezonie serialu Szkoła dla elity.

## Filmografia
| Rok       | Tytuł            | Rola                |
| --------- | ---------------- | ------------------- |
| 2010      | Casi ángeles     | Alai Morales Romero |
| 2011      | Los únicos       | Jessica Cervantes   |
| 2013-2014 | Aliados          | Mara                |
| 2016-2018 | Soy Luna         | Ámbar Smith         |
| 2018      | Juacas           | Ámbar Smith         |
| 2020      | Telefonistki     | Camila Salvador     |
| 2022      | Szkoła dla elity | Isadora             |